# Internationale Katholische Studierende Jugend
Die Internationale Katholische Studierende Jugend (en.: International Youth Catholic Students, fr.: Jeunesse Étudiante Catholique Internationale, Abkürzung: JECI-IYCS) ist eine, aus der französischen Katholischen Aktion hervorgegangene Vereinigung von Gläubigen in der römisch-katholischen Kirche. Die Nichtregierungsorganisation mit Sitz in Paris wurde 1946 gegründet und hat unterschiedliche Funktionen im Wirtschafts- und Sozialrat der UNO und bei der UNESCO, sie ist ebenfalls im Europarat vertreten. Die Vereinigung umfasst 85 Organisationen und Bewegungen, die sich weltweit auf 104 Länder verteilen.

## Geschichte
Die im Zuge der nationalen Katholischen Aktionen in Belgien und Frankreich entstandenen Studentenbewegungen führten in den späten 1920er Jahren zur Gründung der „Christlichen Studierenden Jugend“. Die neue Jugendbewegung fand in Pater Joseph Cardijn, der auch an der Gründungen der Jugendbewegung Christliche Arbeiterjugend maßgeblichen Anteil hatte, ihr spirituelles Vorbild. 1946 wurde in Paris eine Internationale Koordinierungsstelle eingerichtet. Mitte der 1950er Jahre wurde die IKSJ als solche gegründet, wobei aus dem Bund Neudeutschland Franz-Wilhelm Heimer und Walter Molt Leitungsfunktionen innehatten. Seit 1998 unterhält die Organisation einen beratenden Status bei der ECOSOC und einen Mitarbeiterstatus bei der UNESCO. Im Jahre 2007 wurde JECI-IYCS vom Päpstlichen Rat für die Laien als eine internationale katholische Vereinigung von Gläubigen anerkannt und in deren Register aufgenommen. Sie steht in enger Kommunikation mit den beiden Vereinigungen von Pax Romana.

## Selbstverständnis
Die Vereinigung versteht sich als eine Studentenbewegung, die im sozialen Wandel das Evangelium verbreiten möchte und nach einem gerechten christlichen Leben strebt. Sie fördert die Solidarität zwischen den Studenten und jungen Menschen und tritt für eine gerechte Gesellschaftsordnung ein. Ihr Ziel wird mit einer ganzheitlichen Entwicklung des Menschen und eines vertretbaren Fortschritts definiert. Deshalb unterstützt sie andere Organisationen, hilft bei der Gründung neuer Vereinigungen und Bewegungen und fördert den Dialog sowie den Erfahrungsaustausch. Die von der Studentenvereinigung geprägte Pädagogik basiert auf der Methode der Lebensbetrachtung („Révision de vie“) und fordert das die aktuellen Situationen bewusst und kritisch durchleuchtet werden. Das wiederum soll zu einem Leben auf den Spuren von Jesus Christus  führen.

## Organisation und Ausweitung
Die Leitung obliegt einem „Weltrat“, der alle zwei Jahre zusammentritt. Ihm steht ein gewählter Präsident vor. Insgesamt besteht der Weltrat aus dem Präsidenten, dem Generalsekretär und drei Delegierten aus den nationalen Verbänden. Als Arbeitsinstrument steht dem Weltrat das Generalsekretariat zur Seite, in ihm arbeiten der Generalsekretär, der Kirchliche Assistent und mehrere vom Weltrat bestimmte Sachverständige. Weltweit unterteilt sich die Organisation in die „Kontinentalsekretariate“ Afrika, Asien, Europa, Ozeanien und Südamerika. Der Mitgliederstatus unterscheidet sich in „Mitgliederbewegung“, welche von den nationalen Bischofskonferenzen anerkannt wurden und in „Mitarbeitende Mitglieder“, dieses sind Vereinigungen katholischer Studenten auf nationaler Ebene.
Weltweit gehören dem JECI 85 Vereinigungen in 104 Ländern an. Aus Deutschland ist der Verband Katholische Studierende Jugend vertreten, der mit Franz-Wilhelm Heimer Mitte der 1950er Jahre den Europasekretär stellte, mit Walter Molt anschließend den Generalsekretär. Der internationale Hauptsitz ist in Paris beheimatet.